# Shanti Danda
Shanti Danda – gaun wikas samiti we wschodniej części Nepalu w strefie Meći w dystrykcie Ilam. Według nepalskiego spisu powszechnego z 2001 roku liczył on 988 gospodarstw domowych i 5068 mieszkańców (2483 kobiet i 2585 mężczyzn).